# 미와정 (야마구치현)
미와정(美和町)은 야마구치현 동부에 있던 정이다. 2006년 3월 20일 이와쿠니시 및 구가군내 정촌과 합병해 신 이와쿠니시가 되어 이와쿠니시 미와정이 되었다.

## 역사
- 1889년 4월 1일 - 정촌제 시행에 의해 가미바타촌이 합병해 미와촌이 성립하였다.
- 1956년 9월 30일 - 사카우에촌과 미와촌이 합병해 미와정이 성립하였다.
- 2006년 3월 20일 - 유정, 구가정, 혼고촌, 슈토정, 미카와정, 니시키정과 및 이와쿠니시와 합병해 새로운 이와쿠니시가 성립하였다. 동일 미와정은 폐지되었다.

## 교통

### 철도
- 정내에는 철도 노선은 다니지 않는다. 철도를 이용할 경우 가장 가까운 역은 니시키가와 철도 니시키가와세이류 선 무쿠노역을 이용했었다.
  - 동부에서는 산요본선 오타케역도 가까운 지역도 있는것 외에 산요 신칸센 신이와쿠니역에서 액세스하는 방법도 있다.

### 도로
- 정내에는 고속도로·국도는 다니지 않는다.
  - 가장 가까운 나들목은 산요 자동차도 이와쿠니 나들묵, 오타케 나들묵